# Landesgartenschau Bad Dürrenberg 2024
Die Landesgartenschau Bad Dürrenberg 2024 war die fünfte Landesgartenschau in Sachsen-Anhalt. Die Landesgartenschau war ursprünglich für das Jahr 2022 geplant. Sie sollte dann vom 21. April bis zum 15. Oktober 2023 stattfinden und wurde schließlich um ein weiteres Jahr auf den Zeitraum vom 19. April bis 13. Oktober 2024 verschoben. Sie fand unter dem Motto „Salzkristall & Blütenzauber“ in der Stadt Bad Dürrenberg im Saalekreis statt.

## Geschichte

### 2022
Die drei Städte Bad Dürrenberg, Beelitz in Brandenburg (Landesgartenschau Beelitz 2022) und Torgau in Sachsen (Landesgartenschau Torgau 2022), in denen 2022 gleichzeitig die jeweilige „Landesgartenschau 2022“ stattfinden sollte, wollten ein „mitteldeutsches Blütendreieck“ bilden. Die eigene Landesgartenschau sollte zur Brücke in die Nachbar-Bundesländer werden.